# Sporobolus phleoides
Sporobolus phleoides là một loài thực vật có hoa trong họ Hòa thảo. Loài này được Hack. ex Stuck. miêu tả khoa học đầu tiên năm 1906.